# Sensitisatie

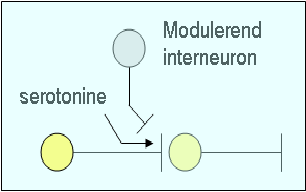
Eenvoudige weergave van heterosynaptische facilitatie. Productie van serotonine door modulerend interneuron leidt tot versterkte associatie tussen het sensorische en het motorische neuron

Sensitisatie, sensitivering of sensibilisering is een vorm van niet-associatief leren waarbij een versterking van een reflex op prikkels plaatsvindt. Het wordt samen met habituatie gerekend tot een van de deelvormen van het impliciete of niet-declaratieve geheugen. Sensitisatie kan worden aangetoond door aan een proefdier een schadelijke prikkel (zoals een lichte elektrische schok) toe te dienen. Bij de zeeslak (Aplysia californica) zal bijvoorbeeld een schokje toegediend op de staart leiden tot een versterking van de kieuwreflex op een neutrale prikkel (zoals het aanraken van de sifon). Deze toestand kan minuten of soms nog langer voortduren. Sensitisatie wordt gezien als een versterking van een afweerreflex die het dier voorbereidt op vluchten of terugtrekken. Het mechanisme van sensitisatie wordt ook wel heterosynaptische facilitatie genoemd.  Dit berust op een activering van een faciliterende zenuwcel (interneuron) die een neurotransmitter (bijvoorbeeld serotonine) produceert. Serotonine heeft een uitwerking op de synaps tussen een sensorisch en motorisch neuron.  Hierdoor wordt de hoeveelheid transmitter die door het presynaptische neuron wordt vrijgemaakt versterkt. Hetzelfde mechanisme is ook werkzaam bij het tot stand komen van klassiek conditioneren (de associatie tussen de voorwaardelijke en onvoorwaardelijke prikkel).